# Telenor
 Der er for få eller ingen kildehenvisninger i denne artikel, hvilket er et problem. Du kan hjælpe ved at angive troværdige kilder til de påstande, som fremføres i artiklen.

Telenor ASA er en norsk telekommunikationsvirksomhed. De har en ledende markedsposition i Skandinavien. Det ejer Telenor A/S, Canal Digital og driver lavprisselskabet CBB Mobil.

## Historie
Telenor blev oprettet i 1855 som det statsejede Telegrafverket, skiftede navn til Televerket i 1969 og til Telenor i 1994, da virksomheden blev omdannet til et statsligt ejet aktieselskab. Frem til 1998 havde Telenor monopol på telefonitjenester til privatkunder i Norge. Selskabet blev børsnoteret i december 2000 og er noteret på Oslo Børs (TEL).
Telenor havde ved udgangen af 2009 mere end 170 mio. mobilkunder på verdensplan (inklusive Vimpelcom) og nåede derfor en plads som verdens sjette største mobilselskab samt
Syttende største virksomhed til at forhandle elektronik og telefoni. Det skete på baggrund af, at Telenor i dag ejer mobilselskaber i Norge, Danmark (tidligere Sonofon, tidligere Cybercity, CBB Mobil og Canal Digital), Sverige, Ukraine, Ungarn, Montenegro, Serbien, Rusland, Thailand, Malaysia, Indien, Bangladesh og Pakistan, Japan, Kina osv. På internetområdet ejes forskellige selskaber i Norge og i Sverige (Bredbandsbolaget og Glocalnet).
I december 2014 blev det annonceret, at den danske del af virksomheden ville blive slået sammen med Telia i et nyt selskab med omkring 3,5 mio. kunder og markedsandel på ca. 40 %. Dette er siden blevet droppet, grundet at "Selskaberne har ikke været i stand til at nå til enighed med EU Kommissionen om acceptable betingelser for at skabe en ny robust mobiloperatør".